# Agardhiella stenostoma
Agardhiella stenostoma is een slakkensoort uit de familie van de Argnidae. De wetenschappelijke naam van de soort is voor het eerst geldig gepubliceerd in 1890 door Flach.